# Мумін Каноат
Мумі́н Каноа́т (також Каноа́тов, Каноатов Муміншо; тадж. Мӯъмин Қаноат; нар. 5 травня 1932, кишлак Курговад, теперішня Горно-Бадахшанська автономна область) — сучасний таджицький поет.

## Біографія
Каноат Мумін (Каноатов Муміншо) народився 5 травня 1932 року в кишлаку Курговад (теперішня Горно-Бадахшанська автономна область) у родині селянина (дехканина). Навчався в школі і працював у колгоспі, надрукувавши перші вірші у Гармській районній газеті наприкінці 1940-х років.
У 1956 році Каноат закінчив відділення таджицької філології історико-філологічного факультету Таджицького державного університету ім. Леніна. Потому працював у редакції часопису «Садои Шарк» спершу завідувачем відділу поезії, а далі віповідальним секретарем. Деякий час був старшим редактором видавництва «Ирфон».
Від 1961 року — член Спілки письменників СРСР, від наступного (1962) — члена КПРС.
Від 1968 року заступник Голови, а від 1976 року — перший секретар Правління Спілки письменників Таджикистану. 
Мумін Каноат — депутат Верховної Ради СРСР 10-го скликання. Письменник нагороджений орденом «Знак Пошани», медалями.

## Творчість
Перша збірка віршів Каноата — «Іскра» (1960).
Основна тема творів поета — зміни життя на таджицькій землі, дружба народів, героїзм радянських людей у роки Другої світової війни (збірка «Земні зірки», 1963; поеми — «Поема вогню», 1967; «Караван світла», 1970; «Батько», 1975).
За поеми «Голоси Сталінграда» (1972) і «Моє ім'я — Таджикистан» (1974) у 1977 році Мумін Каноат удостоєний Державної премії СРСР.
Каноат присвятив Тарасові Шевченкові поему «Дніпровські хвилі» (1964), перекладав твори Т. Шевченка, М. Рильського.
Українські переклади творів М. Каноата: [Вірші] у кн. «Сузір'я», вип. 2, 9, К., 1968, 1975.

## Виноски
1. ↑  Deutsche Nationalbibliothek Record #118882589 // Gemeinsame Normdatei — 2012—2016.
2. ↑  Мумін Каноат на www.pisateli.freenet.tj (Письменники Таджикистану) [Архівовано 29 січня 2010 у Wayback Machine.] // "Писатели Таджикистана", Душанбе: «Ирфон», 1986 (рос.)
3. ↑  Шодикулов Х. Каноат Мумін // Українська радянська енциклопедія : у 12 т. / гол. ред. М. П. Бажан ; редкол.: О. К. Антонов та ін. — 2-ге вид. — К. : Головна редакція УРЕ, 1979. — Т. 4 : Електрод — Кантаридин. — 558, [2] с., [34] арк. іл. : іл., портр., карти + 1 арк с., стор. 557